# Lektion
En lektion er en tidsperiode hvor en eller flere elever bliver undervist i et emne. Afhængigt af uddannelsessted varierer længden af en lektion fra typisk 45 til 60 minutter, ligeledes gør antallet af lektioner og de valgfrie fag. Af obligatoriske fag er i Danmark bl.a.
- Dansk
- Matematik
- Engelsk

Normalt afholdes lektioner (skoletimer) som fællestimer. Ved store hold, små lokaler og særlige pædagogiske eller sociale hensyn kan holdene deles i visse timer, der så kaldes deletimer.